# Taralnass
Le département de Taralnass est un des 5 départements composant la province du Mandoul au Tchad. Son chef-lieu est Mouroum Goulaye.

## Subdivisions
Le département de Taralnass compte trois sous-préfectures qui ont le statut de communes :
- Mouroum Goulaye,
- Peni,
- Ngangara.

## Histoire
Le département de Taralnass a été créé par l'ordonnance n° 038/PR/2018 portant création des unités administratives et des collectivités autonomes du 10 août 2018.
Il correspond aux anciennes sous-préfectures de Mouroum Goulaye et de Ngangara du département du Mandoul Oriental.

## Administration
Préfets de Taralnass (depuis 2018)
- nd.